# Kerstin Claus-Knabe
Kerstin Claus-Knabe (República Democrática Alemana, 7 de julio de 1959) fue una atleta alemana, especializada en la prueba de 100 m vallas en la que llegó a ser subcampeona mundial en 1983.

## Carrera deportiva
En el Mundial de Helsinki 1983 ganó la medalla de plata en los 100 metros vallas, con un tiempo de 12.45 segundos, llegando a la meta tras su compatriota Bettine Jahn y por delante de la búlgara Ginka Boycheva-Zagorcheva.